# Silent Voice
Silent Voice ist ein französisch-belgischer Dokumentarfilm unter der Regie von Reka Valerik aus dem Jahr 2020. Der Film begleitet einen schwulen Mann aus Tschetschenien auf seiner Flucht nach Belgien, nachdem er dort gegen seinen Willen geoutet wurde.

## Inhalt
Khavaj ist ein erfolgreicher MMA (mixed martial art)-Kampfsportler in Tschetschenien. Als er gegen seinen Willen geoutet wird, droht sein Bruder, ihn zu ermorden. Khavaj flüchtet nach Brüssel. Gezeichnet durch das Trauma, verliert er seine Stimme, welche er benötigt, um vor Ort seinen Asylantrag zu stellen und zu berichten, was ihm widerfahren ist. Der Film begleitet Khavaj auf seiner Reise durch Brüssel, wo er über eine Hilfsorganisation für schwule geflohene Männer betreut und koordiniert wird. Sprachnachrichten seiner Mutter, die ihn über den ganzen Film begleiten, eröffnen die tief verwurzelte Homophobie, welche in seiner Heimat herrscht.

## Veröffentlichung
Der Film feierte seine Weltpremiere am 18. November 2020 auf dem International Documentary Film Festival Amsterdam. Der Film lief auch auf anderen Festivals wie etwa Hot Docs Canadian International Documentary Festival (Kanada), Docaviv International Documentary Film Festival (Israel) und XPOSED Queer Film Festival (Berlin).

## Auszeichnungen
Der Film gewann den Preis für den besten mittellangen Dokumentarfilm auf dem Hot Docs Canadian International Documentary Festival. Auf dem Festival du cinéma de Brive, einem Festival für mittellange Filme, gewann der Film den Preis der Jury.